# ذي حبيش (إب)

تعديل مصدري - تعديل

ذي حبيش هي إحدى قرى عزلة ثواب اعلى بمديرية إب التابعة لمحافظة إب، بلغ تعداد سكانها 614 نسمة حسب تعداد اليمن لعام 2004.